# Ponce (liquore abruzzese)
Il ponce è uno dei più antichi liquori tipici della regione Abruzzo. È un composto a base di alcol, spezie e frutta.; è uno dei prodotti agroalimentari tradizionali italiani riconosciuto su proposta della regione Abruzzo dal Ministero delle politiche agricole alimentari e forestali.

## Storia
Questo liquore è stato prodotto per la prima volta da Francesco Jannamico nel borgo di Villa Santa Maria, nell'alta Val di Sangro nel 1888.
Data la fama raggiunta nel corso degli anni, la credenza popolare attribuisce l'origine della ricetta del Punch Abruzzese all'incontro dell'inventore con dei monaci benedettini di passaggio nel borgo Abruzzese.

## Produzione
È un liquore tipico abruzzese fatto con infusione a freddo di bucce di agrumi (arance, mandarini, limoni), zucchero caramellato, alcool e rum. Non è da confondere con il ponce livornese.